# Iglesia de San Martín (Talaixá)
La iglesia de Sant Martín (en catalán: església de Sant Martí) es un templo del despoblado de Talaixà, en el término municipal de Montagut y Oix, en la Alta Garrocha, provincia de Gerona, Cataluña, España
Está situada en el collado de Tailaxá, a caballo entre los valles de Hormoier y Sant Aniol.

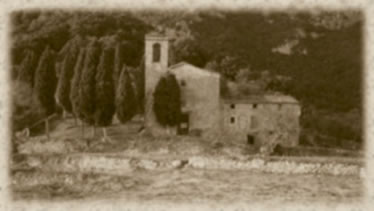
Fotografía antigua

La iglesia está orientada de norte a sur con la entrada del templo a mediodía; a poniente de la fachada principal encontramos el campanario con la planta cuadrangular y el tejado a cuatro aguas, y a levante, la antigua vicaría. El edificio tiene la planta rectangular con vuelta de cañón y el ábside también cuadrangular. En el interior del templo encontramos, dos pequeñas capillas a ambos lados, y la enorme pica bautismal, testimonio mudo del pasado románico del templo. En el exterior de la iglesia los esbeltos cipreses recuerdan la restos del antiguo cementerio.
Las investigaciones revelan un mínimo de tres edificaciones: una primera construcción; que se trataría de una pequeña capilla de un románico primitivo, datada entre los siglos IX-X, y que encontramos referenciada en un documento del 872 como una pequeña celda benedictina “cellan vocabulo Talexano” fundada por los monjes del Monasterio de Sant Aniol d'Aguja. Seguidamente, aparece una segunda construcción en el siglo XII, también románica, y de la cual tan sólo resta la pica bautismal. Y, finalmente, una tercera entre los siglos XVII y XVIII donde desaparece completamente cualquier vestigio de estilo románico y acontece un estilo arquitectónico moderno.
La pica bautismal románica del siglo XII fue descubierta en 1970 escondida detrás de un tabique. Se trata de una pica de las de inmersión de tipo cilíndrico-troncocónica, decorada por anchos arcos cegados de poco relieve y separados por pequeñas columnatas con capiteles muy difuminados, todo rematado con una ancha bordura a su parte superior.
Debido al abandono de la zona, a finales del siglo XX la iglesia llegó a presentar un estado ruinoso y deplorable, pero durante el siglo XXI ha sido rehabilitada nuevamente para evitar su progresivo deterioro. En 2009 se inicia la primera fase de rehabilitación y consolidación de la iglesia: se rehízo el tejado y el campanario, y se consolidó toda la estructura del templo. En diciembre de 2011, finalizó la segunda fase de la restauración, las obras consistieron principalmente en recubrir con teja las cubiertas del ábside y rehacer completamente el arco de la sacristía. Además, se añadió un drenaje detrás del ábside y la sacristía para evitar que el agua de lluvia se filtrara en el interior del edificio principal por su pared posterior. Finalmente, se sustituyó la antigua y precaria puerta de la entrada principal por una nueva puerta que permite la observación del interior de la iglesia.

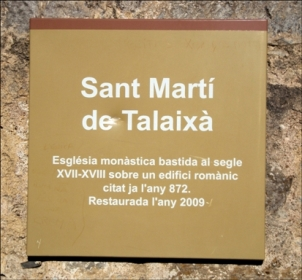
Cartel
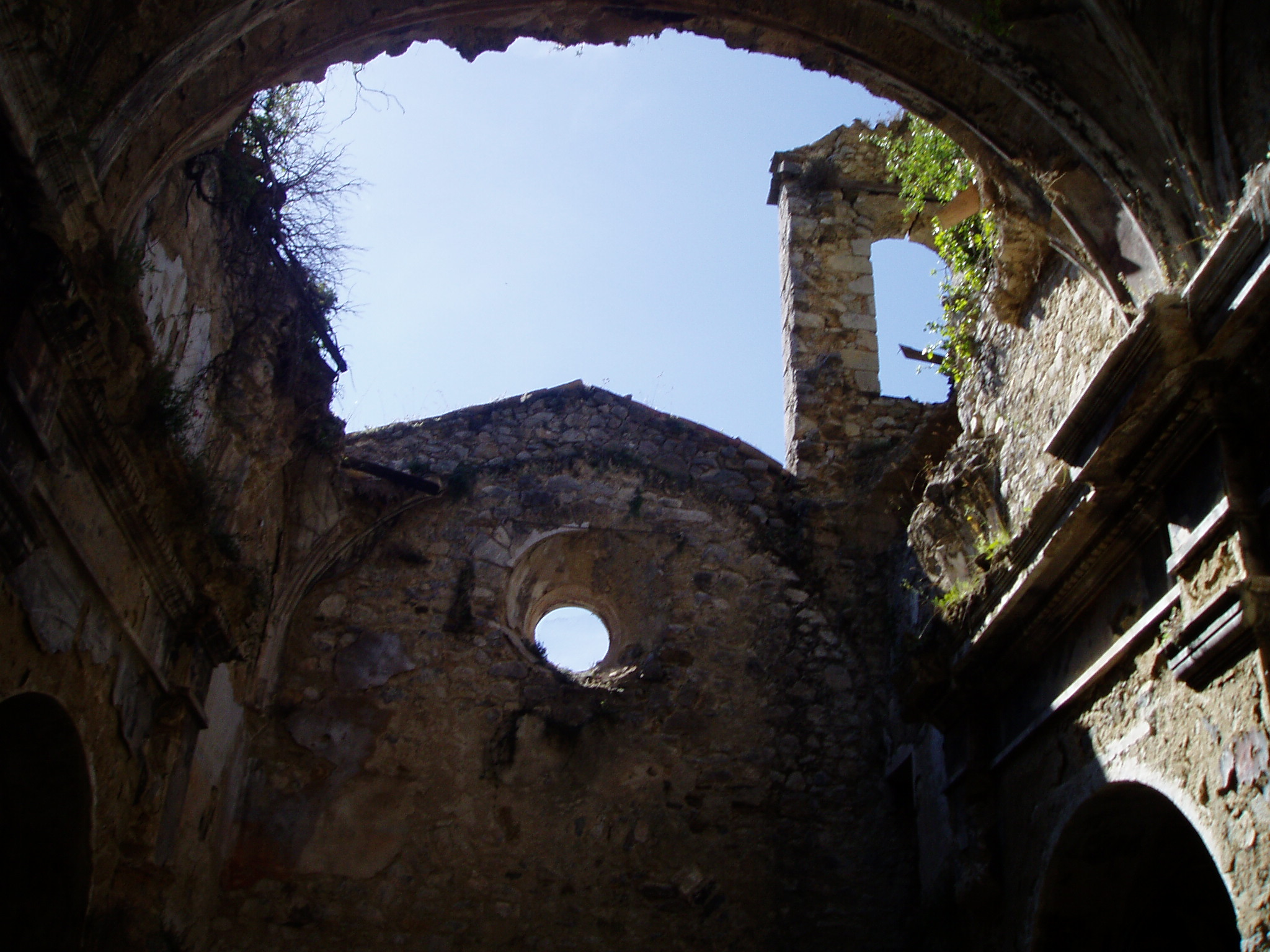
La iglesia en 2004, antes de la reconstrucción
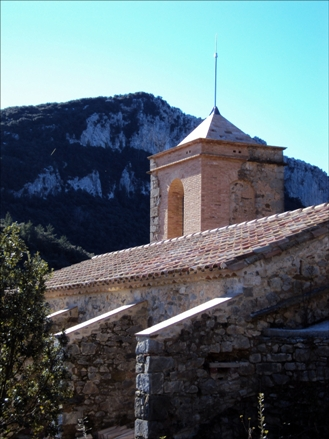
La iglesia en 2009, después de la primera reconstrucción
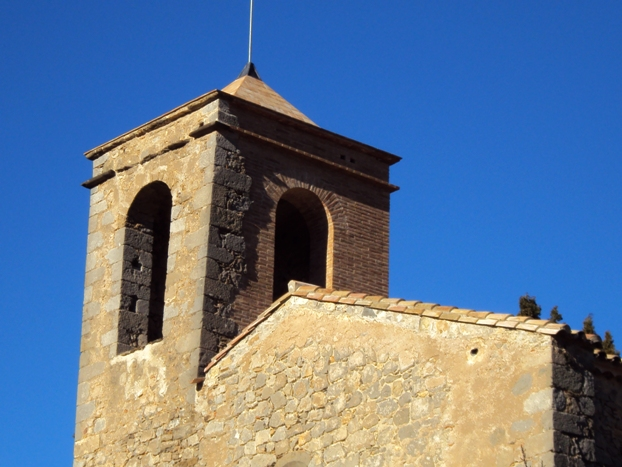
Campanario después de la última reconstrucción
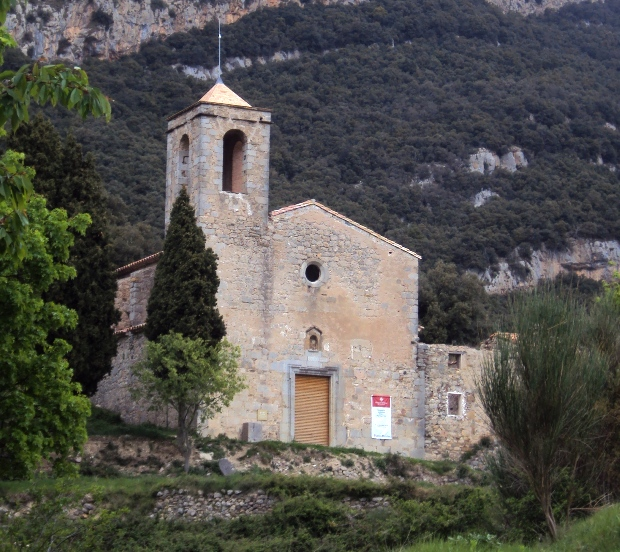
La iglesia en 2012, una vez reconstruida
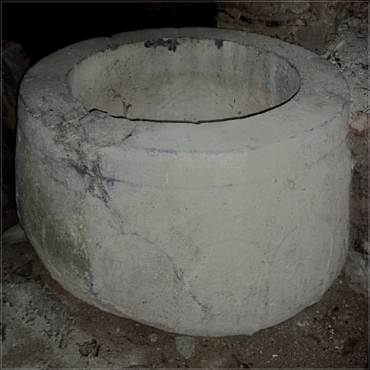
Pila bautismal románica